# Sandrine Lévêque-Fort
Pour les articles homonymes, voir Lévêque.
Sandrine Lévêque-Fort, est une physicienne française et directrice de recherche au CNRS, spécialiste de l'optique et de la photonique. En 2020, elle reçoit le Prix Irène-Joliot-Curie dans la catégorie Parcours femme entreprise.

## Biographie
Pendant ses années de recherches doctorales, Sandrine Lévêque-Fort développe une méthode originale d'imagerie combinant les ondes optiques et acoustiques au laboratoire d'optique de l'école supérieure de physique et de chimie industrielles de la ville de Paris. Elle soutient sa thèse de doctorat en physique en 2000 sous la direction de Claude Boccara à l'Université Pierre-et-Marie-Curie. Elle effectue ses travaux de recherches postdoctorales au Royaume-Uni à l'Imperial College de Londres et travaille sur la microscopie de fluorescence, notamment résolue en temps, pour observer des mécanismes cellulaires.
En 2001, elle entre au CNRS en tant que chargée de recherche et rejoint l'Institut des sciences moléculaires d’Orsay à l'Université Paris-Saclay. Elle travaille au développement de méthodes de microscopie de fluorescence afin d'améliorer la résolution spatiale et/ou la vitesse d'acquisition, en particulier pour l'observation d'interactions entre protéines en cellules vivantes. En 2010, elle s'intéresse aux microscopes à super-résolution qui permettent d'imager en microscopie optique des objets à une résolution à l’échelle nanométrique et en particulier au développement de nouveaux microscopes de fluorescence supercritique,.
En mars 2016, elle bénéficie de l'aide de la Société d'accélération du transfert de technologies Paris-Saclay pour valoriser les travaux de thèse réalisés par Nicolas Bourg, et co-fonde l'entreprise Abbelight avec Jean-Baptiste Marie, Nicolas Bourg et Emmanuel Fort, et y prend le rôle de conseillère scientifique.
Ses recherches se situent entre la physique, la chimie et la biologie. Les techniques d’observation qu'elle a développé permettent de montrer les mécanismes de la biologie cellulaire, et peuvent être utiles pour développer des cibles thérapeutiques en cancérologie ou en neurologie. En 2020, elle reçoit le Prix Irène-Joliot-Curie dans la catégorie parcours femme entreprise.

## Distinctions
- 2020 : Prix Irène-Joliot-Curie dans la catégorie Parcours femme entreprise[6]
- 2022 :  Chevalière de l'ordre national du Mérite[7],[8].